# Pips, Chips & Videoclips
Pips, Chips & Videoclips je hrvatski pop-rock sastav.

## Sastav
- Dubravko Ivaniš (Ripper) (glavni vokal)
- Ivan Božanić (Kardinal) (gitara, kompjuter)
- Zdeslav Klarić (klavijature)
- Krunoslav Tomašinec (Šinec) (harmonika, gitara)
- Pavle Gulić (Gulić) (bubnjevi)
- Viktor Slamnig (Slama) (bas-gitara)

## Bivši članovi
- Mario Borščak (bas-gitara)
- Dinko Tomaš Brazzoduro (gitara)
- Ivan Levačić (bubnjevi)
- Deny Kožić (gitara)
- Mario Tarle (bubnjevi)
- Stjepan Krznarić (bubnjevi)
- Tin Ostreš (Ager) (bubnjevi)
- Nikola Radman (gitara)
- Alen Kraljić (gitara)
- Tristan Karas (gitara)
- Igor Paradiš (bubnjevi)
- Igor Ratković
- Krešo Mahečić
- Denyken
- Davor Striček (klavijature)

## Diskografija

### Albumi
- Shimpoo Pimpoo (1993.)
- Dernjava (1995.)
- Fred Astaire (1997.)
- Bog (1999.)
- Drveće i Rijeke (2003.)
- Dokument (izštekani session) (2005.)
- Pjesme za gladijatore (2007.)
- Walt (2013.)
- Vesna (2023.)

### Singlovi
- Dinamo ja volim/Krumpira! (1992.)
- Dan, mrak (1995.)
- Narko (2000.)
- Motorcycle boy (2001.)
- Ultraoptimizam (2002.)

## Vanjske poveznice
- Službene stranice benda
- 24.08.2006. Sarajevo - Međunarodni centar za djecu i omladinu[neaktivna poveznica]